# Haraldur Sigurðsson
Haraldur Sigurðsson   (Stykkishólmur, 31 de maig de 1939) o Haraldur Sigurdsson és un vulcanòleg i geoquímic islandès.

## Educació
Sigurdsson va néixer a Stykkishólmur a l'oest d'Islàndia. Va estudiar geologia i geoquímica al Regne Unit, on va obtenir una llicenciatura en ciències (BSc) a la Universitat Queen's de Belfast, seguida d'un doctorat sota la supervisió de George Malcolm Brown de la Universitat de Durham el 1970.

## Carrera professional i investigació
Sigurdsson va treballar en el seguiment i la investigació dels volcans del Carib fins al 1974, quan va ser nomenat professor a la Graduate School of Oceanography de la Universitat de Rhode Island. És conegut sobretot pel seu treball en la reconstrucció de les principals erupcions volcàniques del passat, inclosa l'erupció del Vesuvi l'any 79 a Itàlia i la consegüent destrucció de les ciutats romanes de Pompeia i Herculà.
El 1991, Sigurdsson va descobrir esfèrules de vidre de tectita al límit Cretaci-Paleogen (límit K-T) a Haití, proporcionant proves d'un impacte de meteorit en el moment de l'extinció dels dinosaures.
El 1999, Sigurdsson va publicar un relat acadèmic de la història de la vulcanologia. També va ser redactor en cap de l'Encyclopedia of Volcanoes, també publicada l'any 1999.
El 2004 va descobrir la ciutat perduda de Tambora a Indonèsia, que va ser enterrada per la colossal erupció explosiva de 1815 del volcà Tambora.
Va ser guardonat amb la Medalla de Coke de la Geological Society of London el 2004.
Sigurdsson va ser un científic clau per descobrir les fonts de l'erupció límnica que van prendre la vida de pobles sencers propers al llac Monoun i al llac Nyos (vegeu Desastre del llac Nyos) al Camerun. La seva història va ser popularitzada pel youtuber MrBallen en un episodi el gener de 2023.

### Blogs
Sigurdsson ha estat actiu fent blogs en islandès sobre diversos temes relacionats amb la seva ciència, geologia i geoquímica. Allà també ha estat actiu criticant el govern dels EUA, el capitalisme mundial i les activitats de les empreses xineses a l'Àrtida. Dona suport obertament al moviment d'esquerra als EUA. Sigurdsson ha escrit sobre el projecte Solarsilicon que està desenvolupant la companyia estatunidenca Siliconr Materials Inc. a Islàndia i la seva contaminació, així com altres qüestions ambientals, inclòs l'escalfament global.

## Publicacions
- Sigurdsson, Haraldur; Evans, W. C.. Lake Nyos revisited. A preliminary report (en anglès), 1987.
- Sigurdsson, Haraldur; Carey, Steven. Open Library Caribbean volcanoes a field guide (en anglès).  Open Library, 1990.
- Sigurdsson, Haraldur; Laj, Paolo. Sulfur mass loading of the atmosphere from volcanic eruptions:: calibration of the ice core record on basis of sulfate aerosol deposition in polar regions from the 1982 El Chichon eruption, NASA grant NAG51304 (en anglès).  Narragansett, RI; Washington, DC; Springfield, VA: University of Rhode Island Graduate School of Oceanography, National Aeronautics and Space Administration, National Technical Information Service, 1990.
- Sigurdsson, Haraldur. Melting the Earth:: the history of ideas on volcanic eruptions (en anglès).  Nova York: Oxford University Press, 1999. ISBN 0-19-510665-2.
- Sigurdsson, Haraldur; Jordan, Benjamin R. Ignimbrites in Central America and Associated Caribbean Sea Tephra: Correlation and Petrogenesis (en anglès).  Saarbrücken: VDM Verlag Dr. Müller, 2008. ISBN 978-3-639-10831-6.
- Sigurdsson, Haraldur; Carey, Steven. Volcanoes and the Environment. Exploring the Earth System (en anglès).  Academic Press, 2008. ISBN 978-0-12-643141-4.